# Андраж над Ползело
Андраж над Ползело (на словенски: Andraž nad Polzelo) е село в Словения, Савински регион, община Ползела. Според Националната статистическа служба на Република Словения през 2015 г. селото има 808 жители.